# Diastopora rugosa
Diastopora rugosa är en mossdjursart som beskrevs av Ferdinand Canu och Ray Smith Bassler 1930. Diastopora rugosa ingår i släktet Diastopora och familjen Diastoporidae. Inga underarter finns listade i Catalogue of Life.